# Xiuzhi Lu
Xiuzhi Lu (Anhui, China, 26 de octubre de 1993) es una atleta china, especialista en la prueba de 20 km marcha, con la que ha logrado ser subcampeona mundial en 2015.

## Carrera deportiva
En el Mundial de Pekín 2015 gana la medalla de plata en los 20 km marcha, tras su compatriota la también china Liu Hong y por delante de la ucraniana Lyudmyla Olyanovska. Al año siguiente en las Olimpiadas de Río 2016 vuelve a conseguir medalla —en este caso la de bronce— en la misma prueba.